# Disposición (derecho)

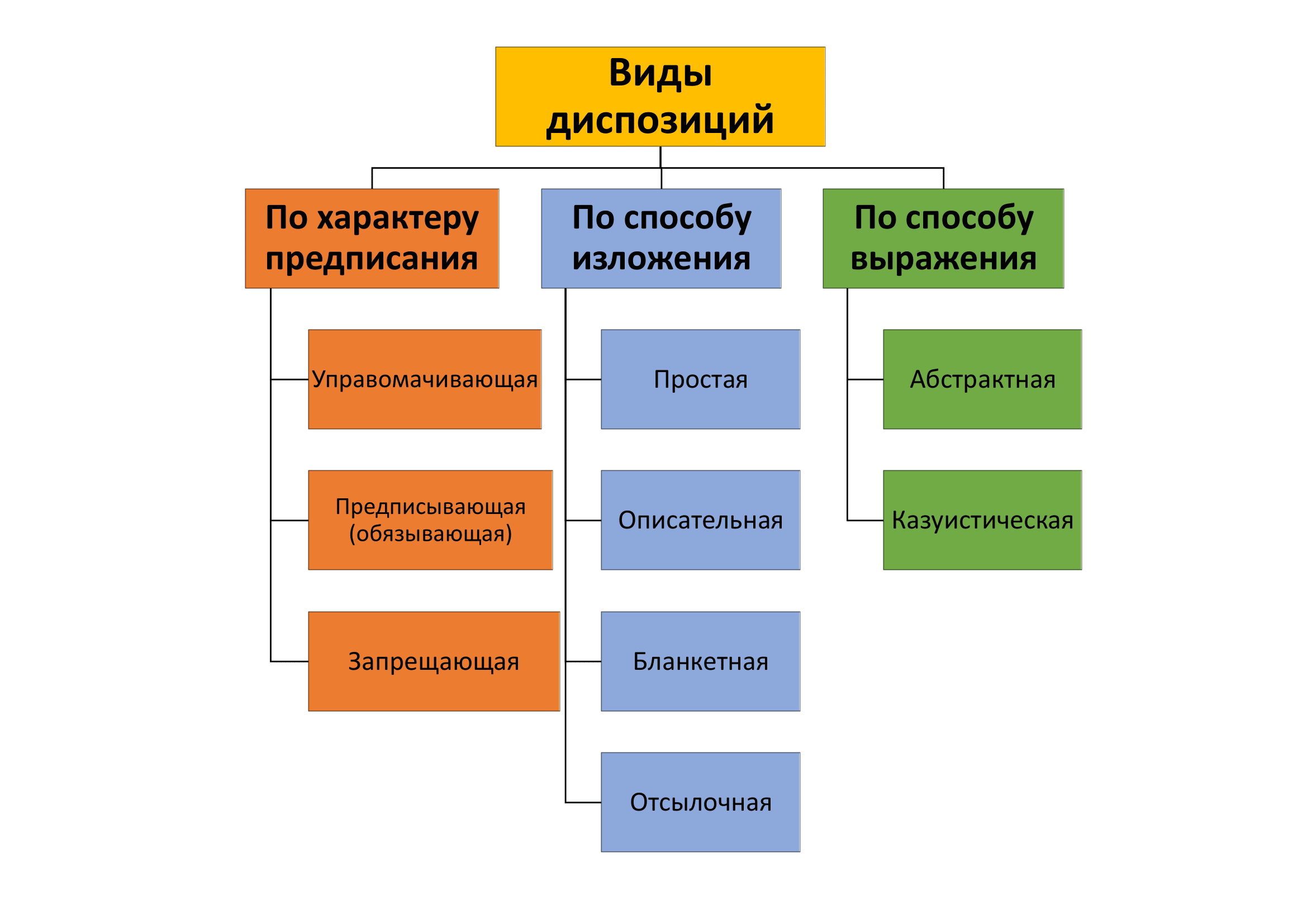
Esquema de tipos de disposiciones: por la naturaleza de las prescripciones, por la forma de expresión y por la forma de presentación.

El término disposición es utilizado, en su significado más general como sinónimo de norma. Sin embargo, en el lenguaje jurídico también se utiliza con un sentido más estricto, para designar uno de los enunciados lingüísticos en el sentido en el cual se articula el texto de un acto jurídico (que en la actualidad los ordenamientos son generalmente por escrito). Las disposiciones que no coinciden necesariamente con partes del texto normativo como los artículos o párrafos.
De la disposición que debe mantenerse separada de la norma, es también entendida en el sentido estricto, es decir, del significado del enunciado, extraídas con una operación que se llama interpretación. De las mismas disposiciones varios intérpretes (o el mismo intérprete en distintos momentos) pueden sacar normas diversas: porque una disposición, especialmente cuando se considera no aisladamente sino en el contexto del ordenamiento jurídico al cual pertenece, por lo general, admite varias interpretaciones o, como dice Hans Kelsen, expresa un "marco" de posibles significados.
- Portal:Derecho. Contenido relacionado con Derecho.

- Datos: Q9247895